# Пищевые жиры
Пищевые жиры — растительные, животные или гидрогенизированные жиры, а также их композиции, используемые при жарке, выпекании и других приёмах приготовления пищи.
Кулинарные жиры представляют собой безводную смесь саломаса с рафинированными жидкими растительными маслами и топлёными животными жирами (говяжьим, бараньим, свиным). Отличием кулинарных жиров от маргаринов является то, что первые почти не содержат в своем составе воды. В качестве наполнителей используют витамин A, красители, антиокислители, фосфатиды и другие вещества.
Кулинарные и кондитерские жиры содержат 99,7 % жира и 0,3 % воды. Температура плавления жиров — 28-36 °C, усвояемость — 96,5 %. Пищевая ценность кулинарных жиров невысока, поскольку они почти не содержат полиненасыщенных жирных кислот, очень бедны витаминами и другими биологически активными веществами, а некоторые из них (те, что в своем составе имеют животные жиры) содержат холестерин.
Энергетическая ценность 100 г жиров — 897 ккал, или 3758 кДж.
Следует помнить, что опасны кулинарные жиры, в которых после жарки блюд образуются вторичные высокотоксичные продукты окисления: альдегиды, кетоны, оксикислоты. Циклические жирные кислоты нагретого масла обладают канцерогенными свойствами. Продукты окисления масла частично переходят в блюда.